# Lupina

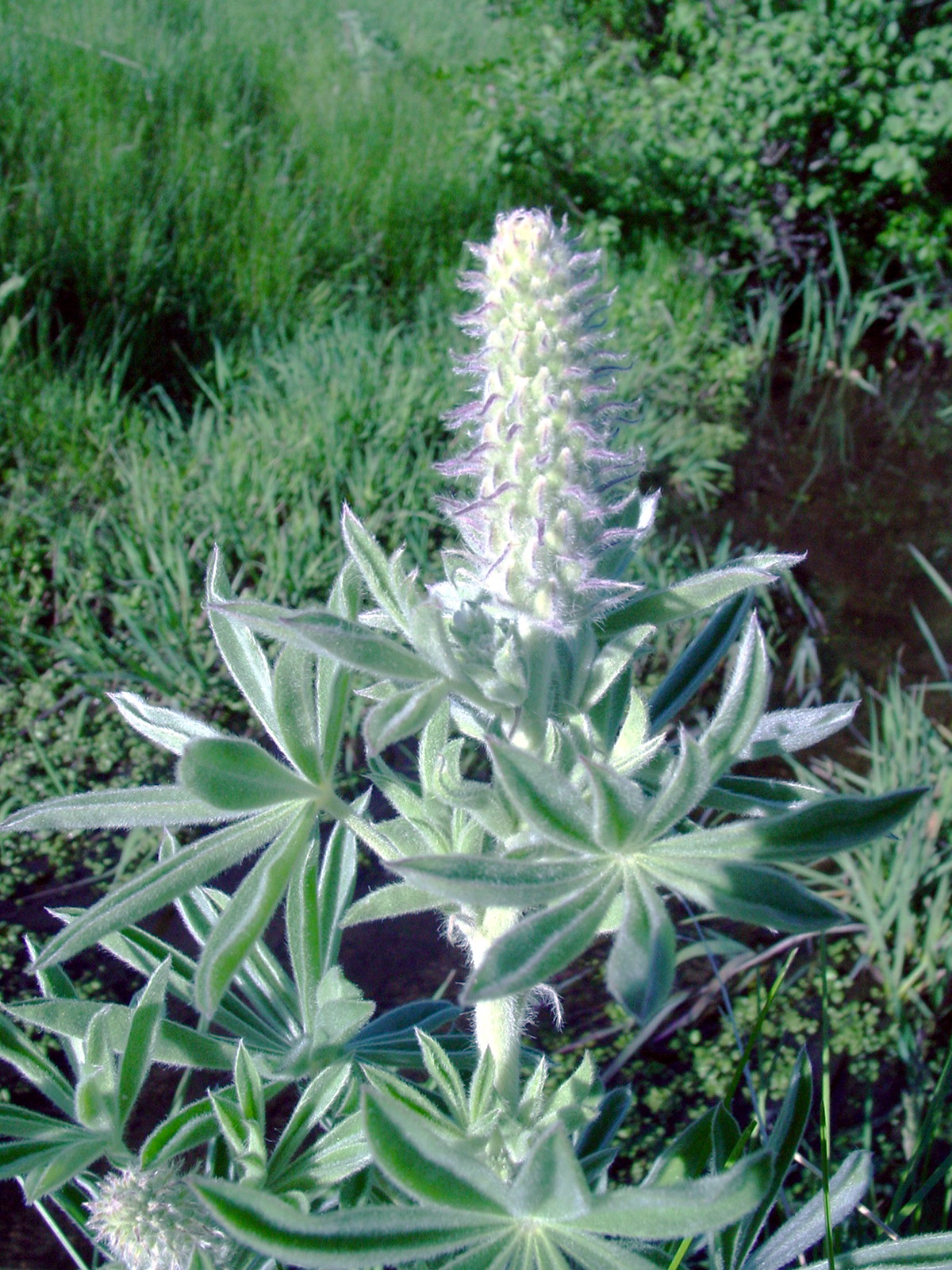
Lupina Lupinus leucophyllus z USA

Lupina (Lupinus) je rod rostlin z čeledi bobovité (Fabaceae). Alternativním českým názvem je vlčí bob. Lupiny jsou byliny s dlanitě složenými listy a květy v koncovém vzpřímeném hroznu. V České republice se vyskytuje zdomácnělá lupina mnoholistá, pocházející ze Severní Ameriky. Některé lupiny jsou využívány jako pícniny či zelené hnojení, také jako luštěniny a náhražka kávy. Většina druhů je jedovatá. Lupina mnoholistá je v České republice invazním druhem.

## Popis
Lupiny jsou jednoleté nebo vytrvalé byliny s přímou, jednoduchou nebo větvenou lodyhou, výjimečně keře. Listy jsou dlanitě složené z 5 až 15 celokrajných lístků (zcela výjimečně trojlisté nebo jen jednolisté), s dlouhým řapíkem. Palisty jsou z části přirostlé k řapíku. Květy jsou různých barev, nejčastěji modré, fialové, bílé nebo vícebarevné, řidčeji žluté. Jsou uspořádány v koncových vzpřímených hroznech či klasech. Kalich je hluboce dvoupyský, horní pysk je zakončen dvěma zuby a spodní třemi zuby. Pavéza je přímá, okrouhlá nebo široce vejčitá, křídla jsou podlouhle srpovitá nebo obvejčitá, člunek je obklopený křídly, zahnutý, zobanitý. Tyčinek je 10 a jsou jednobratré. Semeník je přisedlý, se dvěma až mnoha vajíčky a zahnutou čnělkou zakončenou vrcholovou bliznou. Plodem je podlouhlý, více či méně zploštělý pukavý lusk s tlustě kožovitými chlopněmi. Lusky jsou obvykle hedvábně chlupaté, s přehrádkami mezi semeny.

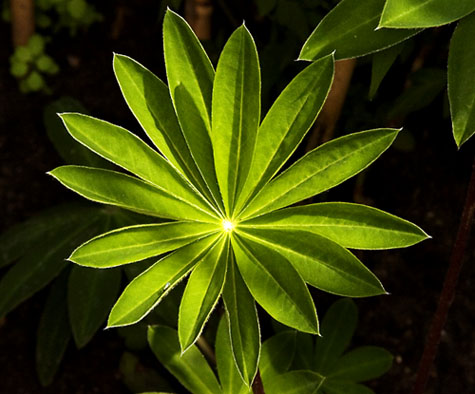
Detail listu lupiny
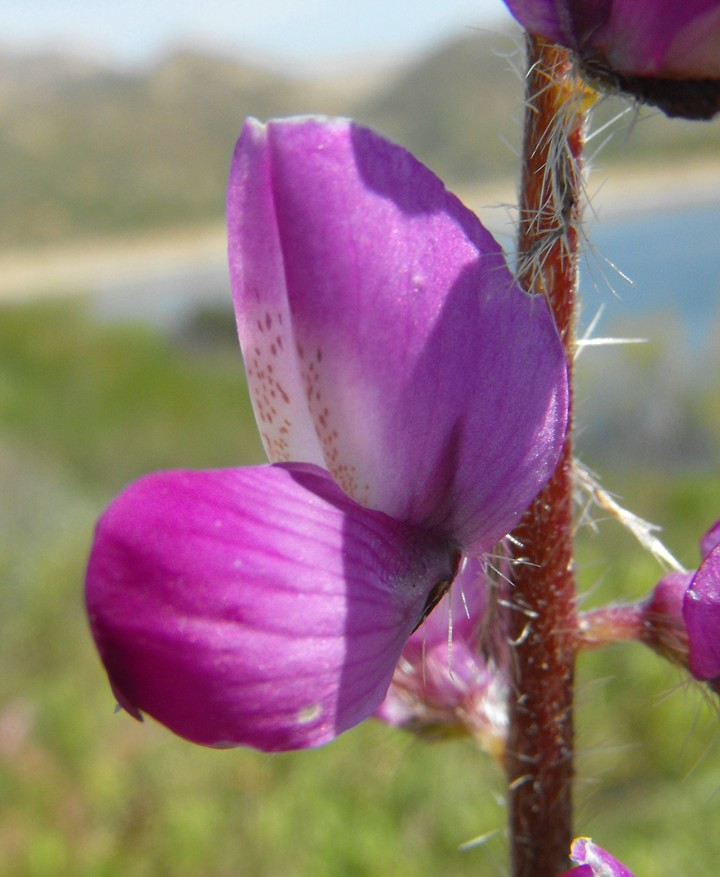
Květ lupiny Lupinus hirsutissimus
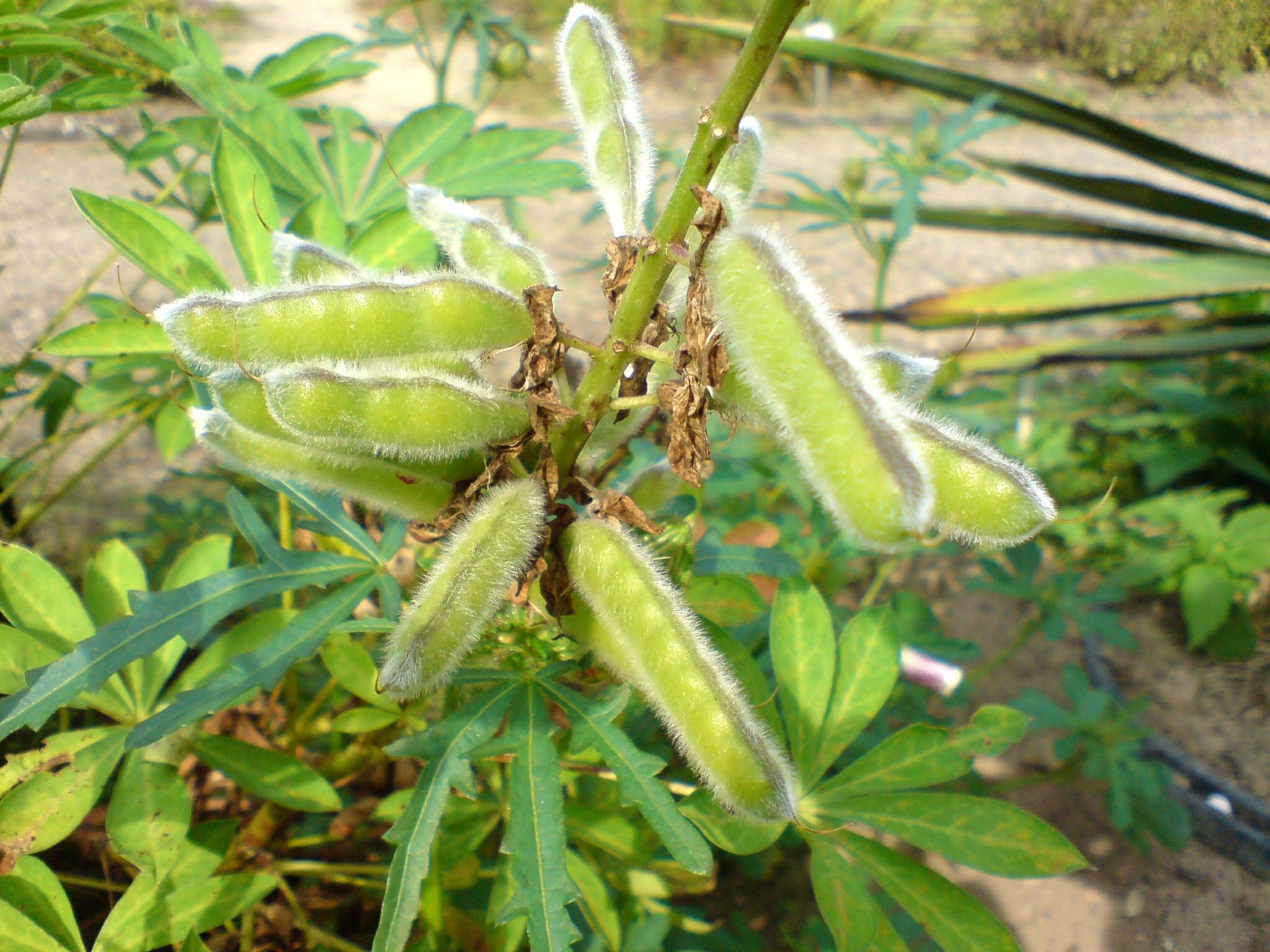
Nezralé plody kultivaru lupiny mnoholisté (Lupinus polyphyllus 'Gallery')

## Rozšíření
Rod lupina zahrnuje asi 200 druhů a je zastoupen v Severní a Jižní Americe, ve Středomoří, východní Africe a na Blízkém východě. V České republice není žádný druh původní, široce je zde však rozšířena lupina mnoholistá (Lupinus polyphyllus), pocházející původně ze západních oblastí Severní Ameriky.
V evropské květeně je rod lupina zastoupen šesti původními druhy, z nichž převážná většina roste ve Středomoří. V celém Středomoří roste lupina úzkolistá (Lupinus angustifolius), dále L. micranthus a L. varius, ve východní části lupina bílá (L. albus), v západním a středním Středomoří lupina žlutá (L. luteus), na Pyrenejském poloostrově L. hispanicus 
Lupiny nejčastěji rostou na sušších stanovištích, skalnatých svazích a vápnitých a hlinitopísčitých půdách. Většina druhů preferuje dobře propustné půdy a teplé klima.

## Ekologické interakce
Květy lupin jsou opylovány hmyzem. Spásačem je larva nosatce klikoroha vojtěškového (Hypera postica).

## Obsahové látky
Semena i vegetativní orgány většiny druhů lupiny obsahují jedovaté hořce chutnající chinolizidinové alkaloidy (lupinin, lupanin, spartein aj.) a neproteinové aminokyseliny (lathyrin). Existují však i tzv. sladké lupiny, které tyto látky neobsahují. Z dalších obsahových látek je uváděn např. glykoalkaloid vernin a glykosid lupinid. Semena lupin obsahují v průměru 38 % bílkovin, 8% tuku, 32 % sacharidů, 12 % vlákniny a 2,5 % minerálních látek.

## Jedovatost
Obsah alkaloidů v rostlině může v některých případech dosáhnout až 2,5 %. Otravy dobytka po krmení lupinou žlutou byly pozorovány již dávno, byly však přičítány jedovaté látce produkované mikroorganismy žijícími na lupině. Otrava byla označována jako lupinóza. Později bylo zjištěno, že otrava je způsobena alkaloidy obsaženými v lupině. Jedovatá dávka pro ovci je 500 g natě nebo 100 g semen. Otrava způsobuje poškození jater a nervového systému, srdce a ledvin. Projevuje se těžkým dechem, poruchami srdce a trávení, žloutenkou, krví v moči a celkovou netečností. Prognóza je vždy nepříznivá. U člověka nebyla otrava zaznamenána.

## Význam
Lupiny mají podobně jako jiné bobovité rostliny schopnost pomocí symbiotických bakterií vázat vzdušný dusík a obohacovat jím půdu. Navíc mohou růst i na kyselých půdách, které mnohé jiné bobovité rostliny špatně snášejí. Byly používány k obohacování půdy, jako zelené hnojení a jako krmivo pro dobytek. V současnosti se k tomuto účelu používají zejména vyšlechtěné odrůdy se sníženým obsahem toxických látek, tzv. sladké lupiny.
V České republice se jako krmivo a zelené hnojení pěstovaly zejména jednoleté středomořské druhy lupina žlutá (Lupinus luteus), lupina úzkolistá (L. angustifolius) a lupina bílá (L. albus). Semena andského druhu lupina proměnlivá (L. mutabilis) byla v minulosti využívána Inky jako významná potravina. Po úpravě jsou konzumována i v současné době. Ze semen některých druhů lupin byla již za časů Starověkého Egypta, Řecka a Říma připravována mouka k pečení chleba. Používaly ji hlavně nejnižší vrstvy obyvatelstva. Výtažek z lupiny se ve Starověkém Egyptě používal při výrobě piva, „aby se omezilo kysání“.
Kvalitně upražená semena některých druhů, např. lupiny žluté a lupiny bílé, jsou použitelná jako kávovina.
Lupina mnoholistá (Lupinus polyphyllus) je již od konce 19. století pěstována jako okrasná rostlina. Křížením s některými jinými druhy bylo vypěstováno množství barevných okrasných kultivarů vyznačujících se statným vzrůstem a velkými nápadně zbarvenými květy v hustých květenstvích.

## Zajímavosti
Lupina je státní rostlinou Texasu, přičemž jednotlivé druhy nejsou rozlišovány. Texas se tak honosí pěti státními rostlinami, neboť na jeho území roste celkem pět druhů lupin: Lupinus subcarnosus, L. texensis, L. havardii, L. concinnus a L. plattensis.

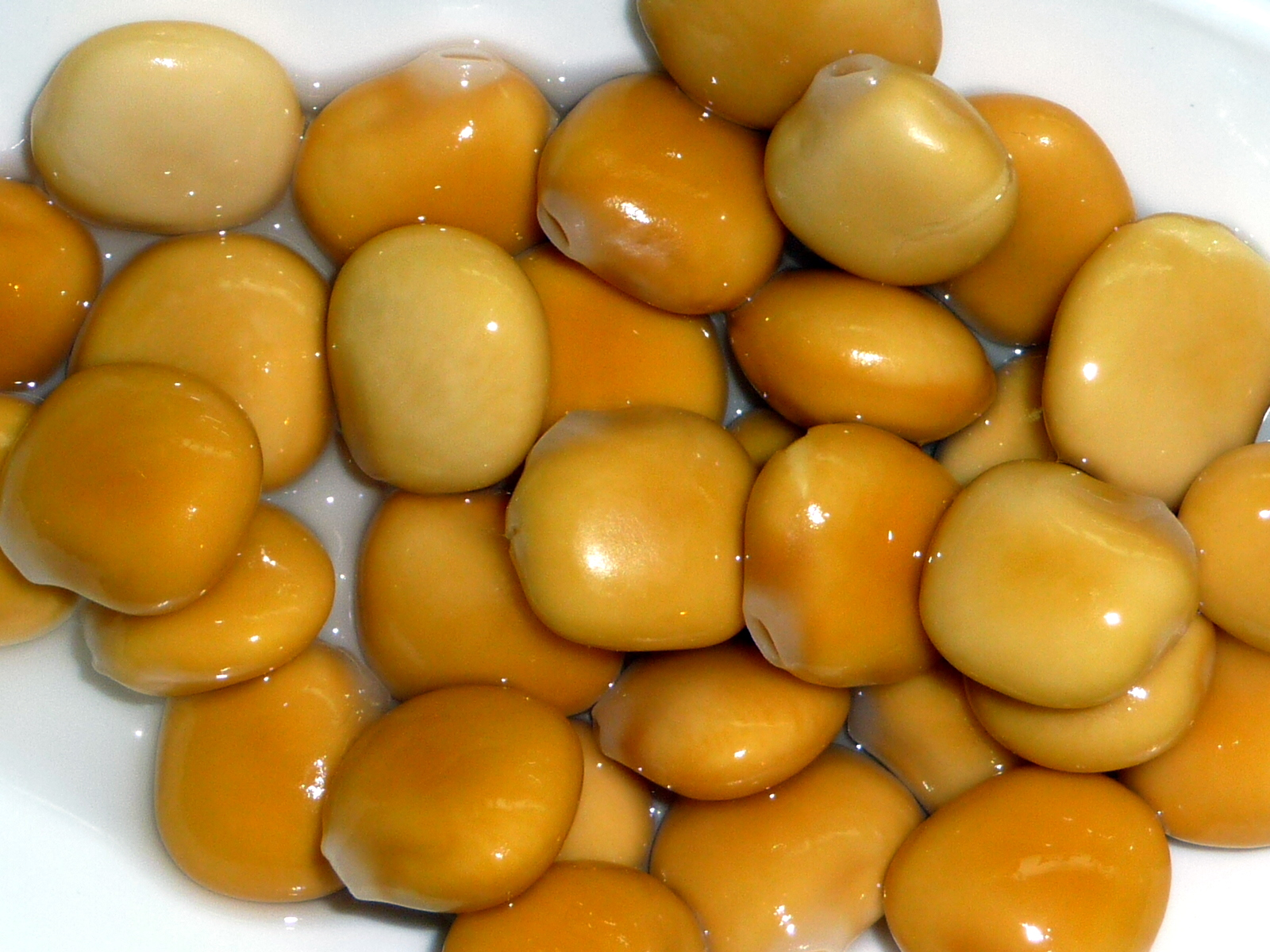
Semena lupiny bílé (Lupinus albus)
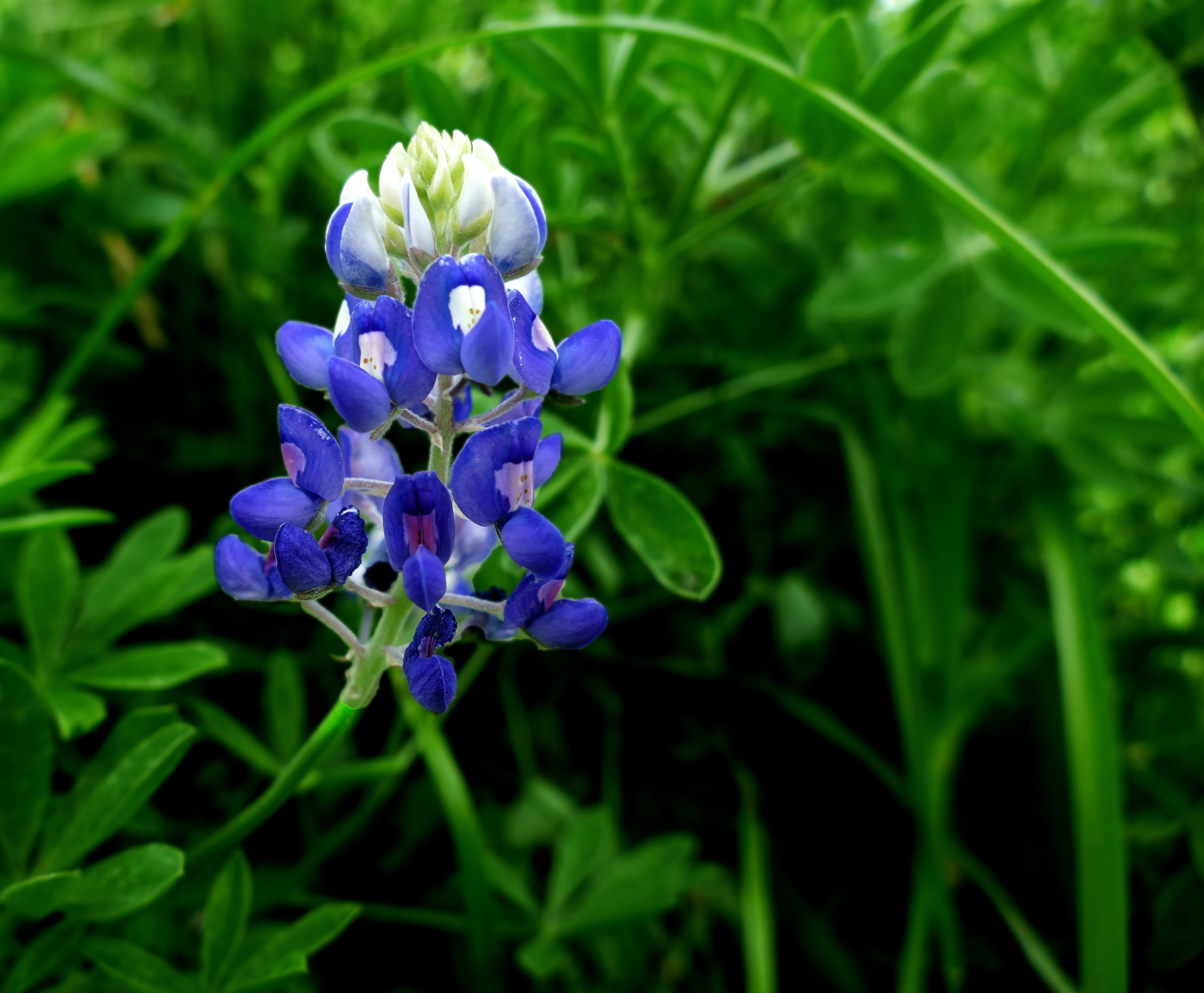
Lupina Lupinus texensis
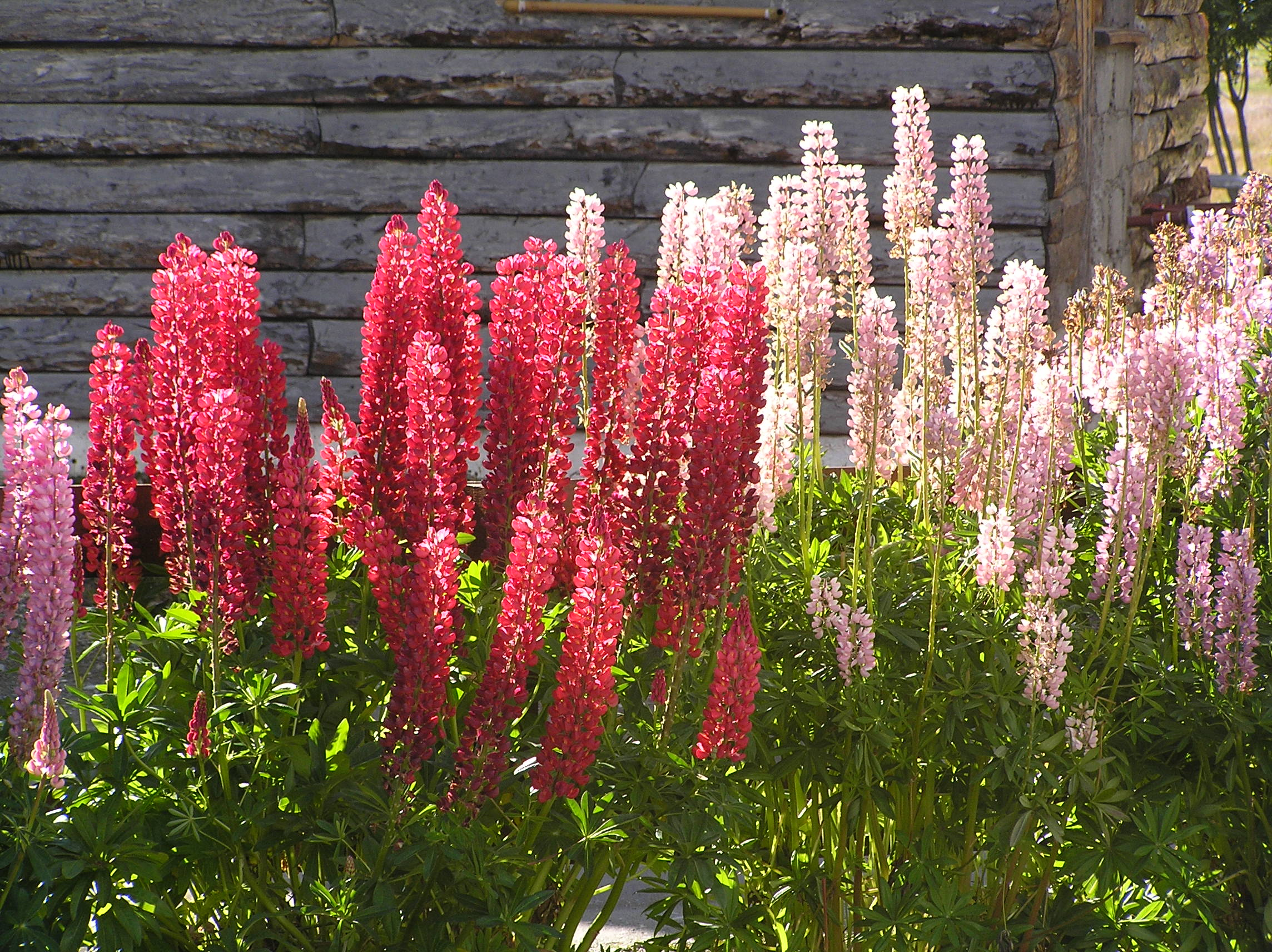
Okrasné kultivary lupiny